# Antonello da Messina
Antonello da Messina, nat Antonello di Giovanni di Antonio (Messina, c. 1430 — febrer de 1479) va ser un pintor sicilià del Renaixement. La seua obra palesa una punyent influència dels primitius flamencs. Va influir en el desenvolupament de la pintura del nord d'Itàlia, especialment de Venècia, el que resulta poc comú per a un pintor de la Itàlia meridional de l'època.

## Biografia
Va nàixer a Messina al voltant de 1429-1431, fill de Giovanni de Antonio Mazonus i de Garita (Margherita). Probablement va aprendre la pintura a la seua ciutat natal i a Palerm.
Al voltant de 1450, segons una carta de 1524 de l'humanista napolità del Renaixement Pietro Summonte, va ser deixeble del pintor Niccolò Colantonio a Nàpols, aleshores un dels més importants centres de l'art renaixentista.
Al voltant de 1455 va pintar l'anomenada Crucifixió de Sibiu, que va ser inspirada pels Calvaris Flamencs i que es conserva actualment al Muzeul de Artǎ de Bucarest. De la mateixa època és la Crucifixió del Museu Reial d'Anvers: les seues primeres obres palesen una marcada influència flamenca, que avui dia s'atribueix al seu mestre Colantonio i a les obres de Roger van der Weyden i Jan van Eyck que pertanyien al patró de Colantonio, Alfons el Magnànim. El seu biògraf Vasari narra que Antonello va veure a Nàpols una pintura a l'oli de Jan Van Eyck (El Tríptic Lomellini) pertanyent al rei Alfons el Magnànim, i que, com que es va sentir colpit per la nova tècnica, se'n va anar als Països Baixos per a adquirir-ne el coneixement de la mà de deixebles de Van Eyck, però aquest episodi s'ha posat en dubte i avui dia la seua versemblança està desacreditada.
Dos anys després, Antonello va rebre la primera comanda com a artista independent, un estendard per a la Confraternità di San Michele dei Gerbini, a Reggio de Calàbria. En aquesta època, Antonello ja s'havia casat, i el seu fill Jacobello ja havia nascut.
L'any 1460, se sap que el pare d'Antonello va llogar un bergantí per portar el pintor i la seua família des d'Amaltea, una ciutat de Calàbria. En aquest any, Antonello pintà l'anomenada Madonna Salting, en la qual la iconografia estàndard i l'estil flamenc s'obvien en favor d'una major atenció a les proporcions volumètriques de les figures, probablement a causa de la influència d'algunes obres de Piero della Francesca. També de prop de 1460 són les dues petites taules que representen Abraham visitat pels àngels i Sant Jeroni Penitent actualment al Museo Nazionale della Magna Grecia de Reggio de Calàbria. L'any 1461 el seu germà més menut, Giordano, va entrar al seu taller, signant un contracte de tres anys. A aquest any pertany una Mare de Déu amb Infant per al noble de Messina Giovanni Mirulla; quadre actualment perdut.
Entre 1465 i 1470, va fer un Retrat d'un home, actualment a Cefalù. Els seus retrats destaquen pel seu ús característic de la vista a tres quarts del rostre, típica dels primitius flamencs, mentre que pràcticament tots els italians empraven el posat de perfil típic de les medalles. Al voltant de 1470 Antonello viatjà a Venècia per veure les pintures de Giovanni Bellini.

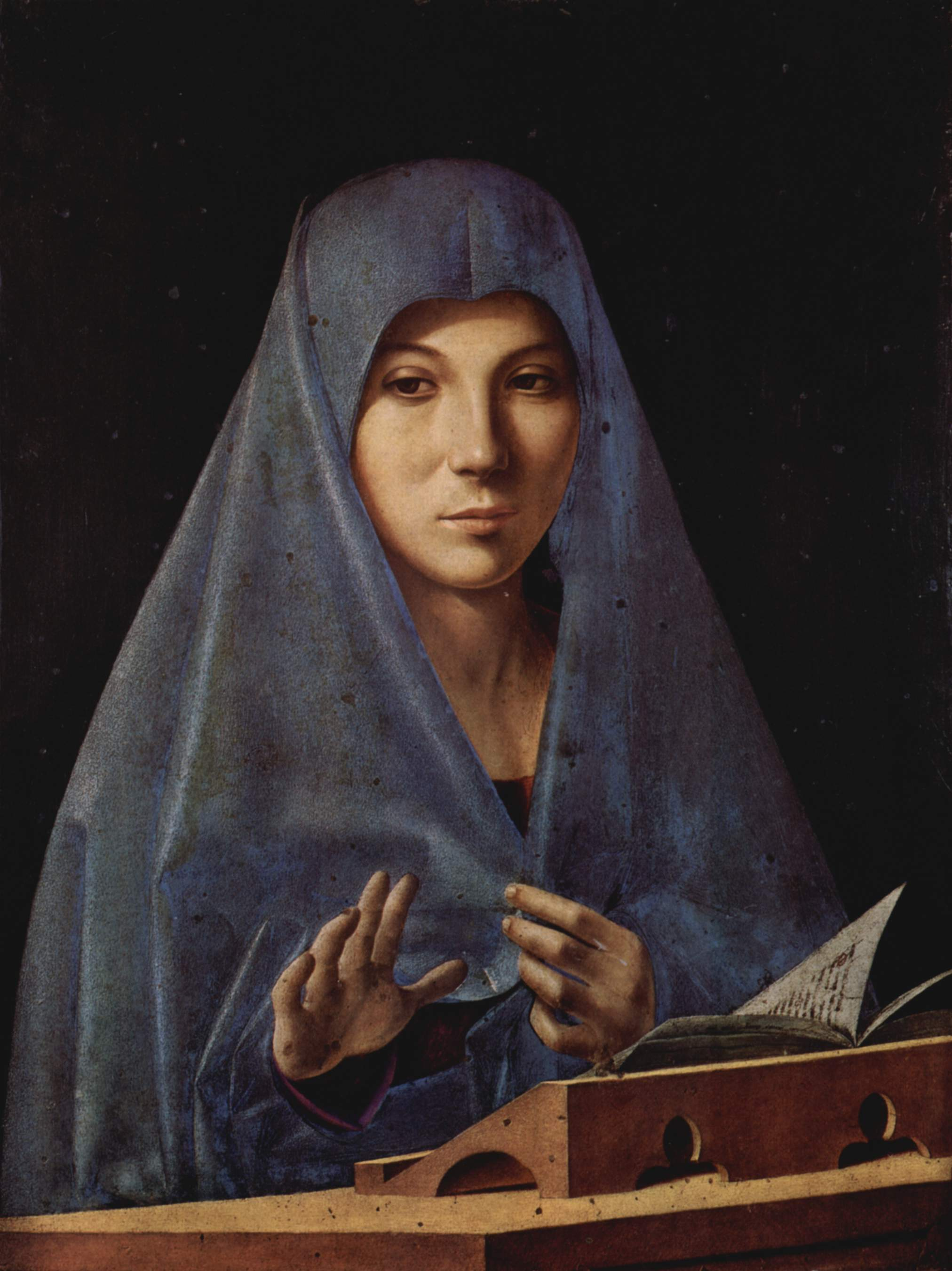
L'Anunciació de Palerm.

Aquell any va fer la seua primera obra signada i datada, el Salvator Mundi. Retornat a Sicília, va fer el «Políptic de Sant Gregori».

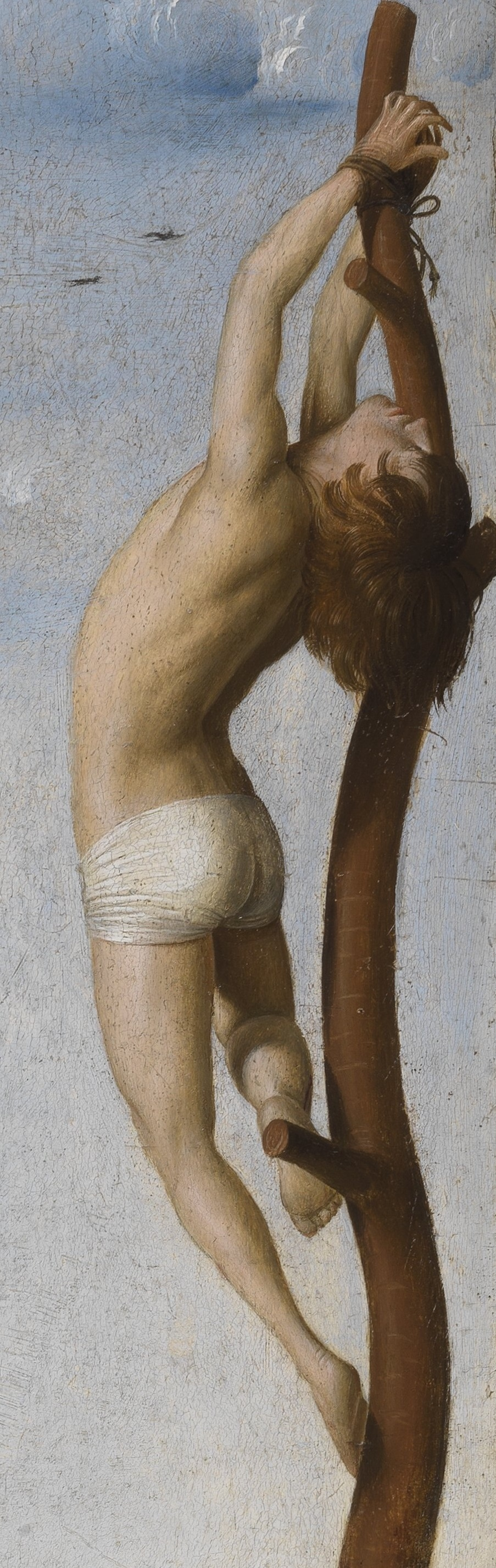
Crucifixió, Anvers, detall.

L'any 1474 va pintar una Anunciació, actualment conservada a Siracusa, i el Sant Jeroni al seu estudi, una de les seues obres més cèlebres. L'any següent va traslladar-se a Venècia, estada que no va interrompre fins a la tardor de 1476. Les seues obres d'aquest període comencen a mostrar una major atenció envers la figura humana, tant pel que fa a l'expressivitat com a l'anatomia, en sintonia amb la influència de Piero della Francesca i Bellini.
Les seues obres més cèlebres daten d'aquest període, incloent-hi el Condottiero (Louvre, il·lustració), el Retaule de San Cassiano i el Sant Sebastià.
L'any 1476 va tornar breument a Sicília, on va pintar la famosa Vergine Annunciata, actualment conservada al Palazzo Abatellis de Palerm.
Va morir a Messina l'any in 1479: el seu testament data de febrer d'aquest any, i se sap que no va viure més de dos mesos després de dictar-lo. Alguna de les seues darreres obres van quedar inacabades, però van ser completades pel seu fill Jacobello.

## Estil i influència
L'estil d'Antonello destaca per la seua amalgama, no sempre reeixida, de la simplicitat italiana i la cura pel detall pròpia de la pintura flamenca. Va exercir una important influència en el desenvolupament de la pintura italiana, no només per la introducció d'elements flamencs sinó també per la transmissió de les tendències flamenques. Tot i això, després de la seua mort no va deixar una escola de pintura estructurada que seguís el seu estil, amb l'excepció del pintor sicilià Marco Costanzo.

## Obres selectes
- Crucifixió de Sibiu (1455) - Muzeul de Artà, Bucarest
- Crucifixió (1455) - Oli sobre taula 52.5 x 42.5 cm, Koninklijk Museum voor Schone Kunsten, Anvers
- Abraham visitat pels àngels - Museo della Magna Grecia, Reggio de Calàbria
- Ecce Homo (c. 1470) -Pintura al tremp i a l'oli sobre taula, 42.5 x 30.5 cm, Metropolitan Museum of Art, Nova York
- Ecce Homo (1470) -Pintura al tremp i a l'oli sobre taula, 40 x 33 cm, Galleria Nazionale di Palazzo Spinola, Gènova
- Sant Jeroni Penitent - Diverses tècniques sobre fusta, 40.2 x 30.2 cm, Museo della Magna Grecia, Reggio de Calàbria
- Ecce Homo (c. 1473) -Pintura al tremp sobre taula, 19.5 x 14.3 cm, Col·lecció privada, Nova York
- Retrat d'un home (1474) - Oli sobre fusta, Staatliche Museen, Berlín
- Mare de Déu amb Infant (Madonna Salting) - Oli sobre fusta, 43.2 x 34.3 cm, National Gallery, Londres
- Retrat d'home (1474) - Oli sobre fusta, 32 x 26 cm, Staatliche Museen, Berlín
- Sant Jeroni al seu estudi (c. 1474) - Oli sobre fusta, 46 x 36,5 cm, National Gallery de Londres
- Ecce Homo (1475) -Oli sobre taula, 48.5 x 38 cm, Collegio Alberoni, Piacenza
- Retrat d'un home (Il Condottiere) (1475) - Oli sobre fusta, 35 x 38 cm, Museu del Louvre, París
- Crucifixió (1475) - Wood, 42 x 25,5 cm, National Gallery de Londres
- Retrat d'un home (c. 1475) - Oli sobre fusta, Galeria Borghese, Roma
- Retrat d'home (c. 1475) - Oli sobre taula, 36 x 25 cm, National Gallery de Londres
- Retrat d'un home (1475-1476) - Oli sobre taula, 28 x 21 cm, Museu Thyssen-Bornemisza de Madrid
- Retaule de San Cassiano (1475-76) - Oil on panel, Kunsthistorisches Museum, Viena
- Crist mort subjectat per un àngel (1475-78) - Taula, 74 x 51 cm, Museu del Prado, Madrid
- Christ a la Columna (c. 1475-1479) - Oli sobre fusta, 25,8 x 21 cm, Museu del Louvre, París
- Mare de Déu de l'Anunciació -Oli sobre taula, Alte Pinakothek, Múnic
- Retrat d'un home (1476) - Oli sobre taula, Museu Civico d'Arte Antica, Torí
- Vergine Annunciata (c. 1476) - Oli sobre fusta, 45 x 34,5 cm, Museo Nazionale, Palerm
- Sant Sebastià (1477-1479) - Oli sobre llenç transferit a taula, 171 × 85 cm, Gemäldegalerie Alte Meister de Dresden
- Retrat d'un home jove (c. 1478) - Taula, 20.4 x 14.5 cm, Staatliche Museeun, Berlín